# Dilated Peoples
Pour les articles homonymes, voir Peoples.
Dilated Peoples est un groupe de hip-hop américain, originaire de Los Angeles , en Californie. Le groupe s'illustre surtout dans la scène underground californienne, et connaît que très peu le succès commercial, à l'exception des singles This Way et Worst Comes to Worst qui atteindront les classements musicaux.
Le groupe a souvent collaboré, sur ses propres albums ou sur d'autres, avec des rappeurs et groupes de la côte ouest comme Tha Alkaholiks et Defari. Le groupe a également beaucoup collaboré avec le producteur The Alchemist sur cinq morceaux de The Platform, trois de Expansion Team, quatre de Neighborhood Watch et deux de 20/20. Le groupe a également participé à l'album 1st Infantry de The Alchemist. Le groupe est également associé à d'autres artistes tels que Talib Kweli, Phil Da Agony, Mobb Deep, Gang Starr et The Roots.

## Biographie
DJ Babu, du collectif Beat Junkies, Evidence et Rakaa Iriscience forment le groupe en 1992 à San Francisco, et signent au label ABB Records. Ils publient les titres Third Degree et Work the Angles puis enregistrent l'album Imagery, Battle Hymns and Political Poetry qui ne sortira jamais. Cependant, certains fans possèdent une version « bootleg » de l'opus. Ils signent finalement au label Capitol Records et y publient leur premier album The Platform, le 23 mai 2000, bien accueilli par la presse spécialisée, et classé à la 74e place du classement américain Billboard 200
Le groupe publie son deuxième album, intitulé Expansion Team le 23 octobre 2001 et est un succès critique et commercial. Expansion Team débute huitième au R&B Albums du magazine Billboard, et 36e du Billboard 200. Leur troisième album, Neighborhood Watch, est publié le 6 avril 2004, et débute à la 55e place du Billboard 200, avec 143 000 exemplaires vendus aux États-Unis. En plus du single produit par Kanye West This Way, il contient les singles Who's Who? et Sorry? OK, inclus comme bande-son des jeux vidéo Need for Speed: Underground et SSX 3, et atteindront les classements britanniques.
Le quatrième album du groupe, 20/20, est publié le 26 février 2006 ; le premier single, Back Again, est inclus dans la bande-son des jeux vidéo Fight Night Round 3 et MLB 06: The Show. En 2012, ils collaborent avec Platinum Games pour le titre This is Madness du jeu vidéo Anarchy Reigns.

## Discographie

### Albums studio
- 2000 : The Platform
- 2001 : Expansion Team
- 2004 : Neighborhood Watch
- 2006 : 20/20
- 2014 : Directors of Photography

### Singles
| Année | Titre                                  | Meilleure position | Meilleure position | Meilleure position | Meilleure position | Album                    |
| Année | Titre                                  | US                 | US R&B             | US Rap             | R.-U               | Album                    |
| ----- | -------------------------------------- | ------------------ | ------------------ | ------------------ | ------------------ | ------------------------ |
| 1997  | Third Degree (featuring Defari)        | —                  | —                  | —                  | —                  | Single à part            |
| 1998  | Work the Angles                        | —                  | —                  | —                  | —                  | The Platform             |
| 2000  | No Retreat (featuring B-Real)          | —                  | —                  | 42                 | —                  | The Platform             |
| 2000  | The Platform                           | —                  | —                  | 22                 | 89                 | The Platform             |
| 2001  | Worst Comes to Worst (featuring Guru)  | —                  | 84                 | —                  | 29                 | Expansion Team           |
| 2002  | Downtown                               | —                  | —                  | —                  | —                  | One Big Trip             |
| 2004  | This Way (featuring Kanye West)        | 78                 | 41                 | 22                 | 35                 | Neighborhood Watch       |
| 2004  | Love and War                           | —                  | —                  | —                  | —                  | Neighborhood Watch       |
| 2005  | Back Again                             | —                  | 114                | —                  | 98                 | 20/20                    |
| 2006  | You Can't Hide, You Can't Run          | —                  | —                  | —                  | —                  | 20/20                    |
| 2007  | Spit It Clearly                        | —                  | —                  | —                  | —                  | The Release Party        |
| 2014  | Good As Gone                           | —                  | —                  | —                  | —                  | Directors of Photography |
| 2014  | Show Me the Way (featuring Aloe Blacc) | —                  | —                  | —                  | —                  | Directors of Photography |

### DVD
- 2007 : The Release Party